# ناقل ویروسی
ناقل‌های ویروسی (به انگلیسی: Viral vectors) ابزارهایی هستند که معمولاً توسط زیست شناسان مولکولی برای ارسال مواد ژنتیکی به درون سلول‌ها استفاده می‌شود. با این فرایند، می‌توان در بدن موجود زنده و به صورت درون‌جانداری (In vivo) یا در کشت سلولی و به صورت درون‌کشتگاهی (In vitro) انتقال ژن‌ها و برخی ترکیبات شیمیایی و داروها را به سلول‌ها انجام داد. ویروس‌ها مکانیسم‌های مولکولی ویژه ای را برای انتقال کارآمد ژنوم خود به داخل سلول‌هایی که آلوده می‌کنند، کسب کرده‌اند. زیست شناسان مولکولی برای اولین بار در دهه ۱۹۷۰ از این روش استفاده کردند. پل برگ از ویروس اصلاح شدهٔ SV40 حاوی DNA از باکتریوفاژ لاندا برای آلوده کردن سلول‌های کشت شدهٔ کلیه ی میمون در آزمایشگاه استفاده کرد.
از ناقل‌های ویروسی علاوه بر استفاده در تحقیقات زیست مولکولی، برای ژن درمانی و تولید واکسن نیز استفاده می‌شود.

## کاربردها

### تحقیقات پایه
جهت تحقیق و پژوهش و پاسخ به سوالات بدون جواب علمی.

### ژن درمانی
ژن درمانی تکنیکی برای اصلاح ژن‌های معیوب مسئول ایجاد بیماری است. در آینده، ژن درمانی ممکن است راهی برای درمان اختلالات ژنتیکی، مانند نقص ایمنی ترکیبی شدید، فیبروز کیستیک یا حتی هموفیلی A فراهم کند. از آنجا که این بیماری‌ها از جهش در توالی به خصوصی در دی‌ان‌ای ناشی می‌شوند می‌توان با ارسال توالی و ژن‌های سالم و طبیعی به درون سلول‌های هدف، بیماری را کنترل یا درمان کرد. با وجود این مزایا باید قبل از استفاده گسترده از این روش‌ها تحقیقات بیشتری در مورد ایمن بودن این روش به انجام شود. پاسخ ایمنی به ویروس‌ها نه تنها مانع از انتقال ژن به سلول‌های هدف می‌شود بلکه می‌تواند عوارض شدیدی را برای بیمار ایجاد کند. یکی از آزمایش‌های اولیه ژن درمانی در سال ۱۹۹۹ که با استفاده از ناقل آدنو ویروسی انجام گرفت، منجر به مرگ بیماری به نام جسی گلسینگر شد.

### تولید واکسن
واکسن ناقل ویروس زنده واکسنی است که با استفاده از یک جاندار (معمولاً ویروس یا باکتری) بی خطر به منظور تحریک پاسخ ایمنی ژن‌های عامل بیماری‌زا به داخل بدن فرستاده می‌شود.

### انتقال دارو به داخل بدن
گونه ای از ویروس آبله قناری اصلاح شده برای حمل اینترلوکین ۲ گربه ای برای درمان گربه‌های مبتلا به فیبروسارکوما استفاده می‌شود.

## انواع ناقل‌های ویروسی

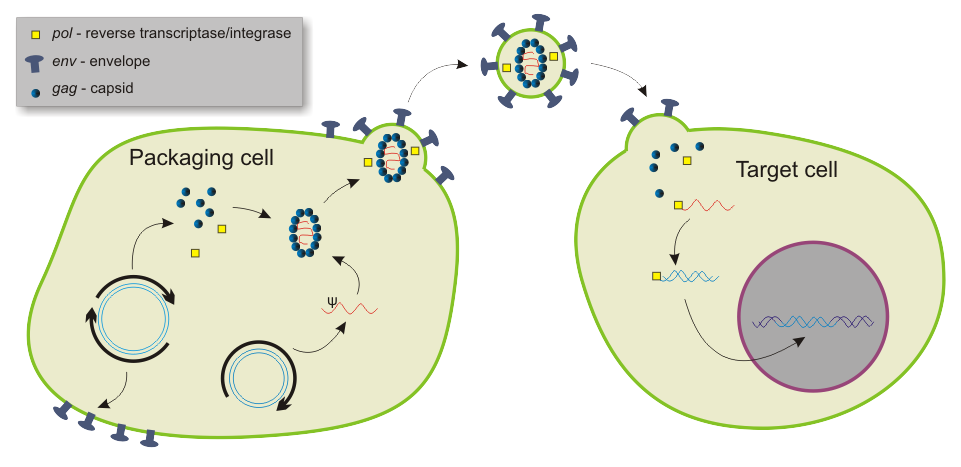
بسته‌بندی و انتقال توسط ناقل لنتی ویروسی

- رتروویروس‌ها
- لنتی ویروس‌ها
- آدنوویروس‌ها
- ویروس‌های مرتبط با آدنوویروس
- ویروس‌های گیاهی
- هیبریدها